# Berlin-Schönholz
Schönholz is een wijk in het westen van het Berlijnse stadsdeel Niederschönhausen in het district Pankow.

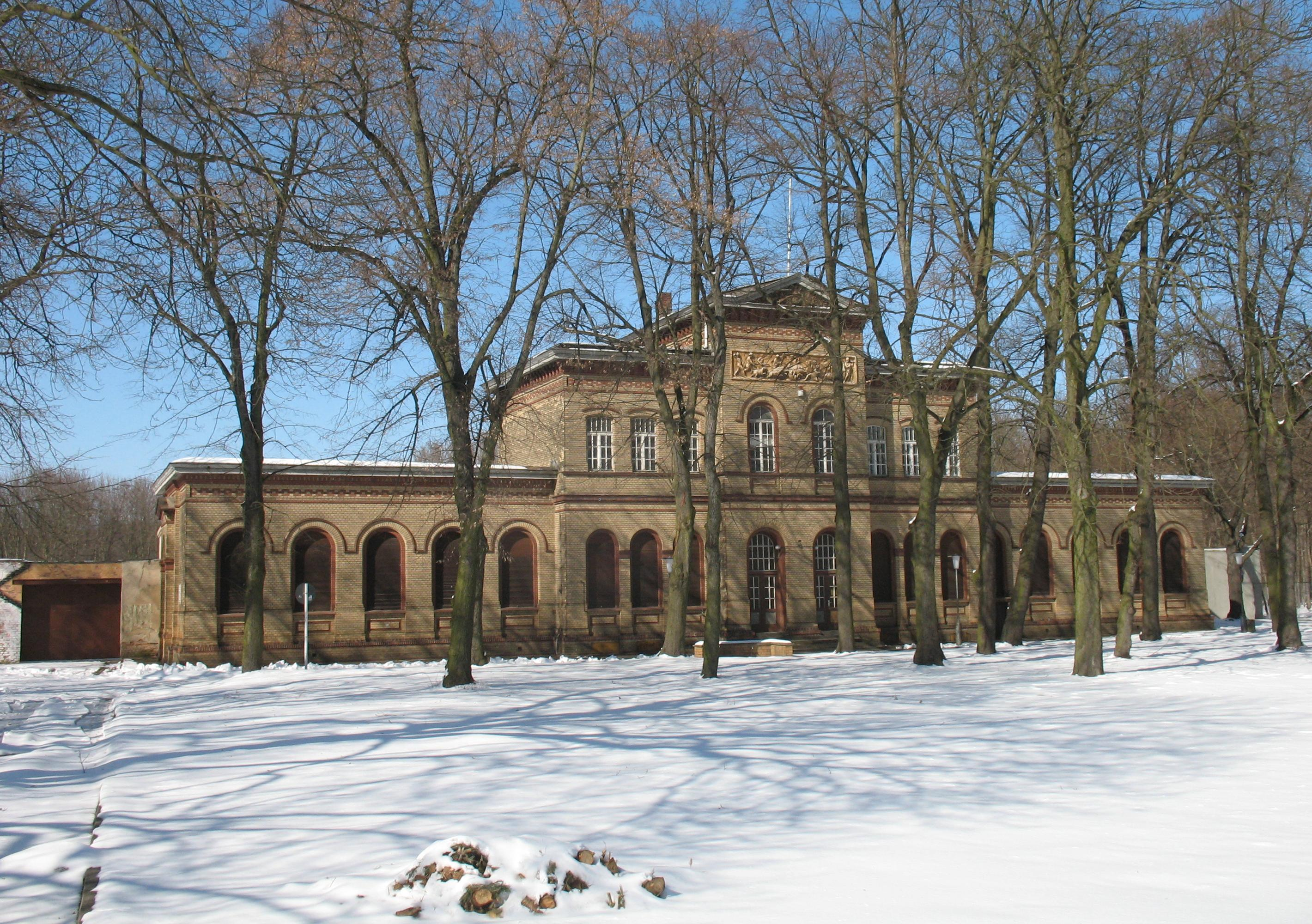
Schuttersdoelen

Gewoonlijk wordt onder Schönholz het deel van  Niederschönhaus ten westen van de Friesenstraße en de Homeyerstraße bedoeld. In Schönhol liggen het park Schönholzer Heide met het Sovjet gedenkteken van Schönholz, een sportstadion en de kerkhoven Pankow III en Pankow V.
Koningin Elisabeth Christine, echtgenote van  Frederik II van Pruisen, die haar residentie in het slot van Schönhausen in Niederschönhausen had, kocht in 1752 grond op deze plaats. Het was toen mode geworden om moerbeiplantages aan te leggen. Vanaf 1763 vestigden zich aan de rand van de plantage wevers en zeilmakers uit Bohemen. De straatnaam „Tuchmacherweg“ (zeilmakersweg) herinnert hier nog aan. In 1791 kreeg de kolonie de naam „Schönholz“. Rond 1840 ontwikkelde zich uit de plantage een klein landgoed met park, de Schönholzer Heide. Op het einde van de 19e eeuw was Schönholz een geliefde bestemming voor de Berlijners geworden. Uit deze periode dateert de vroegere herberg in de Hermann-Hesse-Straße, dat deel uitmaakte van het restaurant Schloß Schönholz. Daarnaast was er ook de herberg "Kastanienwäldchen", de latere „Thiemanns Festsälen“ .
Bij de vorming van Groot-Berlijn werd Schönholz als deel van Niederschönhausen ingelijfd bij het district Pankow. In 1938 werd ook een, voorheen tot het district Reinickendorf horend deel ten oosten van de Nordbahn met de Waldsteg-Siedlung,  bij het district Pankow gevoegd en sindsdien bij Schönholz gerekend.

## DDR-tijd
Na de bouw van de muur van Berlijn in 1961 was het station Berlin-Schönholz niet meer toegankelijk voor DDR-burgers, omdat het zich bevond in het West-Berlijnse district Reinickendorf. Delen van de tuinen en stukken grond aan de Waldweg en ook woonpercelen langs de straten die liepen naar het Westen, bevonden zich in „Sperrgebiet“. Dit had tot gevolg tot de inwoners alleen bezoekers konden ontvangen mits bijzondere toelating. De gronden die op de grensstrook lagen werden onteigend. Het oostelijk deel van de Provinz-, de Frühling- en de Klemkestraße werden door de muur afgeschermd van het westelijk deel van de straat. De riolen liepen echter ook in de richting van 
Reinickendorf, dit werd pas later door de DDR veranderd.

## Verkeer en vervoer
In het S-Bahnhof Schönholz stoppen de lijnen S1, S25 en S85  en de buslijnen  150, 327 en N52.

## Volkspark Schönholzer Heide
Het Volkspark Schönholzer Heide in de Berlijnse wijk Schönholz, stadsdeel
Berlin-Niederschönhausen, is een natuurlijk heuvelachtig bospark met een oppervlakte van ongeveer 35 hectare. Het is een overblijfsel van het vroegere grote aaneengesloten bosgebied  dat liep tot in Jungfernheide.
In het begin van de jaren 1750 kocht koningin Elisabeth Christine hier land om een moerbeibessenplantage aan te leggen. Als echtgenote van Frederik II was zij door haar echtgenoot verbannen naar het slot van Schönhausen in Niederschönhausen. De plantage werd de „Königin-Plantage“ genoemd en maakte deel uit van het kasteelpark van Niederschönhausen. Vanaf 1763 vestigden zich aan de rand van de plantage 12 kolonisten, wevers en zeildoekmakers, die afkomstig waren uit Saksen en Thüringen, en eventueel ook uit Zwaben.
De nederzetting droeg vanaf 1791 de naam „Schönholz“ en in het midden van de 19e eeuw ontwikkelde de

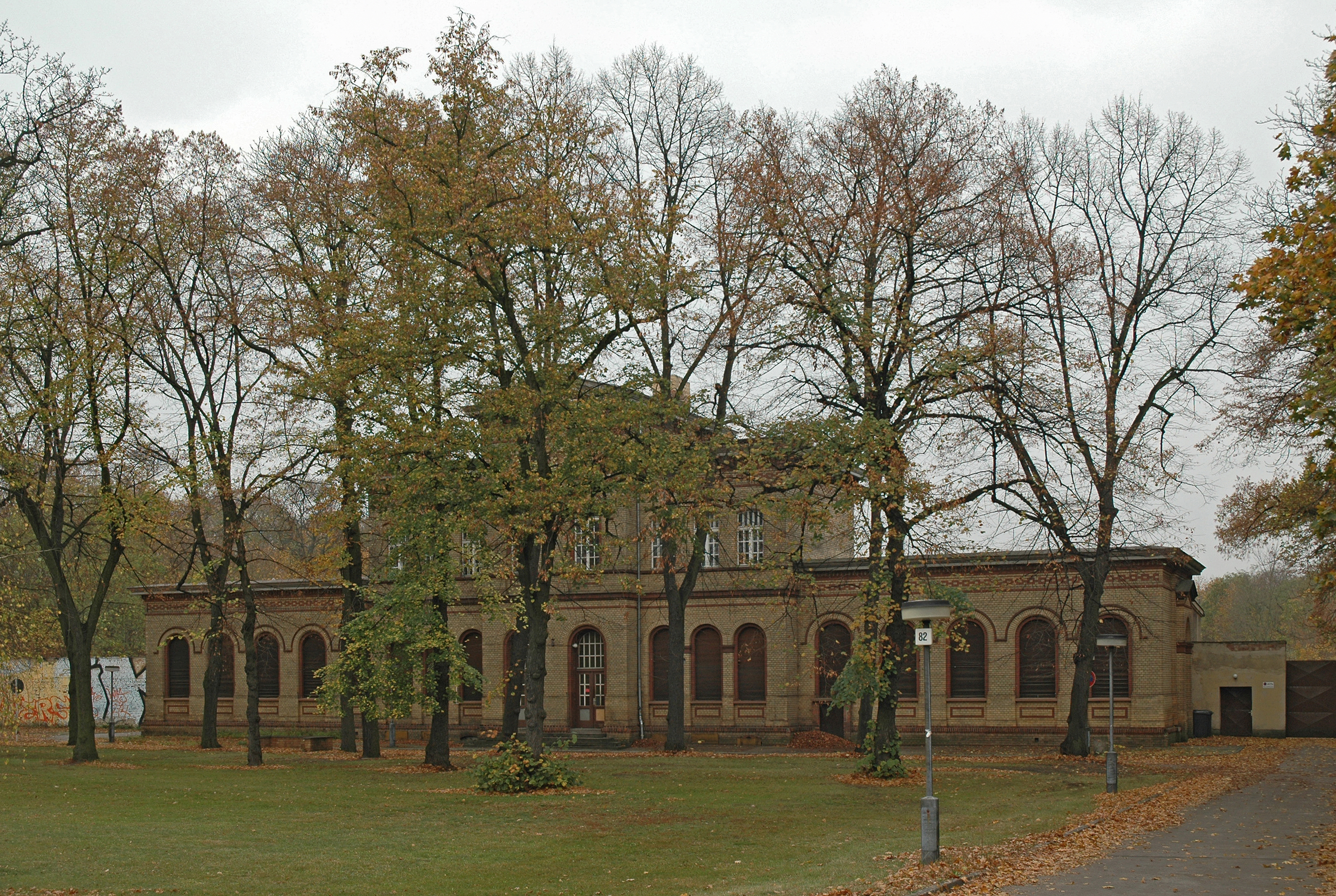
Schuttersdoelen

„Königin-Plantage“ tot een klein landgoed. Rond 1800 werd er het „Alte Schloß“ gebouwd, een rijkelijk ingericht landhuis, waar van 1872 tot 1884 de Hogere Meisjesschool van Henriette Jenrich was gevestigd.
Vanaf 1900 was het zuidelijk gedeelte van het gebied als lunapark de bestemming van vele Berlijners. Bekend werd de nieuw gebouwde herberg „Schloß Schönholz“, die ook de overblijfsels van het landhuis uitbreidde met een ruime zaal. In 1920 werd Schönholz samen met Niederschönhausen bij Berlijn ingelijfd.
Na het begin van de Tweede Wereldoorlog werd het lunapark in 1940 als „Luna-Lager“ gebruikt voor buitenlandse dwangarbeiders, die verplicht te werk gesteld werden in de Bergmann-Elektrizitätswerken in Wilhelmsruh. „Schloß Schönholz“ zelf werd als „Polenlager Schönholz“ gebruikt. In 1943 ontstond plaatsgebrek voor de slachtoffers van de bombardementen en werd het kerkhof Pankow IV aangelegd ten noorden van de huidige Hermann-Hesse-Straße. Toen in 1946 geen plaats meer nodig was voor oorlogsslachtoffers werd het gedeeltelijk gesloten en in 1981 volledig. 
Schönholzer Heide werd van 1945 tot 1947 door de Sovjettroepen gebruikt als opslagruimte voor gedemonteerde fabrieksuitrustingen. Er werd ook een militaire begraafplaats aangelegd.
Al sinds 1890 werden de ruime weiden gebruikt voor allerlei manifestaties, zoals de eerste 1 mei-vieringen van Berlijn, maar ook in de vorige eeuwen werd de plaats al gebruikt door schuttersgilden. In de jaren 1920 werd het kasteel gebruikt als filmstudio.